# 마한 (소리아도)
마한(Maján)은 소리아도, 카스티야이레온주에 위치한 스페인의 지방 자치체이다. 2004년 인구 조사에 따르면 (INE), 이 자치체의 인구는 16명이다.